# Concord (Wirginia)
Concord – jednostka osadnicza w Stanach Zjednoczonych, w stanie Wirginia, w hrabstwie Campbell.